# Двадцать одно (фильм)
«Двадцать одно» (англ. 21) — американский фильм-драма, снятый режиссёром Робертом Лукетичем по роману Бена Мезрича, написанному в 2003 году, — «Удар по казино. Как сорвать куш: Реальная история шести студентов, обыгравших Лас-Вегас на миллионы долларов». Премьера в США была назначена на 28 марта 2008 года, на российские экраны картина вышла 17 апреля 2008 года. В главных ролях снялись Джим Стёрджесс, Кевин Спейси, Кейт Босуорт, Джейкоб Питтс, Лоренс Фишберн, Аарон Ю. За время проката в США кассовые сборы составили $73 050 000.

## Слоганы
- «Выигрыш есть, можно и поесть».
- «В Вегасе ты можешь стать кем угодно»
- «Winner, winner, chicken dinner!»
- «They proved the Vegas Blackjack System was beatable… by beating the hell out of it».
- «Nobody is allowed to beat the System. It’s the cardinal rule of Vegas».

## Сюжет
Специализирующийся на математике в Массачусетском технологическом институте студент Бен принят в Гарвардскую медицинскую школу, но он не может позволить себе плату за обучение в 300 тысяч долларов. Имея высокие оценки он подаёт заявку на покрывающие все расходы стипендию Робинсона, но сталкивается с жёсткой конкуренцией. Директор заявляет ему, что стипендия достанется только тому ученику, который его ослепит.
Во время занятия профессор Микки Роса бросает вызов Бену с парадоксом Монти Холла, которую тот успешно решает. Посмотрев на 97%-й результат Бена в последнем тесте по нелинейным уравнениям, преподаватель предлагает ему присоединиться к его команде по блек-джеку. Имея в составе студентов МИТ Чоя, Фишера, Джилл и Кианны, группа с помощью подсчёта карт, теории вероятности и техники скрытых знаков и шифров увеличивают вероятность выигрыша в казино, что позволяет им получать значительную прибыль.
В течение многих выходных команда улетает в Лас-Вегас, и Бена начинает затягивать роскошная жизнь хайроллеров. Его мастерство впечатляет соратников, но Фишер втайне завидует ему и в итоге между ними происходит драка. После случившегося Мик изгоняет зачинщика из команды, за которой начинает следить глава службы безопасности одного из казино Коул Уильямс.
Приверженность Бена блек-джеку заставляет его пренебрегать своей ролью в учёбе, что отдаляет его от друзей. Во время следующей поездки в Лас-Вегас под влиянием эмоций он не уходит из-за стола по сигналу, в результате чего теряет 200 тысяч долларов. Микки разгневан и уходит из команды, требуя у Бена вернуть эти деньги. Бен и трое учеников решают продолжать играть в блек-джек без своего наставника, но их ловит Уильямс. Он избивает Бена и предупреждает его, чтобы тот не возвращался в его заведение.
Бен узнает, что не может окончить курс из-за одной из дисциплин, курируемой сотрудником Микки (под влиянием Микки профессор сначала поставил проходную оценку без того, чтобы он работал или даже приходил на занятия). Кто-то выкрадывает выигрыш Бена из его комнаты в общежитии. Члены команды убеждают Микки совершить последнюю поездку в Вегас, прежде чем казино установят биометрическое программное обеспечение. Команде удаётся выиграть 640 тысяч долларов, прежде чем Уильямс их замечает.
Микки убегает с пакетом игральных фишек и прыгает в лимузин, где обнаруживает, что фишки фальшивые. Выясняется, что Бен и Уильямс заключили сделку с целью заманить Микки в Лас-Вегас, чтобы имевший к преподавателю личные претензии Уильямс смог поймать его. Взамен Уильямс обязуется позволить Бену сохранить свой выигрыш за этот день, но позже обманывает его и забирает пакет под дулом пистолета. И этому сотрудник казино находит объяснение: биометрия сделала людей его профессии не нужными для казино и ему нужны пенсионные накопления, а умники вроде Бена всегда найдут способ добиться успеха.
Давние друзья Бена и однокурсники Майлз и Кэм также неплохо умеют считать карты, и команда из 6 человек зарабатывает приличную сумму денег даже несмотря на ограбление. Фильм заканчивается тем, что Бен рассказывает историю ошеломленному стипендиальному директору.

## Персонажи
- Микки Роса (Кевин Спейси) — профессор MIT, читавший курс по нелинейным уравнениям. В своё время Микки был известным картёжником, который умел просчитывать комбинации в популярной игре блек-джек, тем самым обыгрывая казино и зарабатывая кучу денег. Но его всё-таки вычислили и не раз избивали сотрудники казино, но он продолжал играть до тех пор, пока его жизнь не встала под угрозу. Ему пришлось завязать с этим делом. Спустя некоторое время, он стал профессором, но основная его цель была найти смышлёных студентов, которые смогли бы продолжить «его дело». Он собрал команду из пяти студентов: Джилл Тейлор, Фишера, Бена Кемпбелла, Кианы и Чоя. Эти ребята во главе с Микки Роса каждые выходные летали в Лас-Вегас и «срывали куш», раз за разом обыгрывая казино. Никто не знал, что они этим занимаются, так как они каждый раз меняли имена и фамилии. И всё же они тоже попались, как и Микки, который поплатился в итоге за это.
- Джил Тейлор (Кейт Босуорт) — студентка MIT. В команде Росы — малый игрок, играющий по минимальной для стола ставке и подающий сигналы «большим». Привлекательна, проявляет симпатию к Бену.
- Фишер (Джейкоб Питтс) — студент MIT. В команде Росы — «большой игрок», играющий по-крупному. С появлением в команде Бена его позиции сильно пошатнулись. Во время одного из вечеров спровоцировал драку и был выгнан из команды Росой.
- Чой (Аарон Ю) — студент MIT. «Малый игрок», мелкий вор, берущий всё, что плохо лежит.
- Киана (Лиза Лапира) — студентка MIT. «Малый игрок».
- Бен Кэмпбелл (Джим Стёрджесс) — студент MIT, вундеркинд. Досрочно принят в Гарвард, но обучение стоит 300 тыс. долларов, которых у Бена нет. И тут он попадает в команду к Росе, который предлагает Бену стать основным игроком, видя в нём сдержанного человека, не дающего волю азарту. Принимал участие в конкурсе «2.09», но из-за ссоры с друзьями покинул проект. Помогал Коулу поймать Микки Росу.
- Коул (Лоренс Фишберн) — бывший сутенёр, работающий наблюдателем в различных казино Вегаса. Выслеживает игроков, которые считают карты, а затем, угрожая, избивает их. Вёл слежку за Росой в своё время. Вычислил Бена и предложил ему сделку — Бен помогает ему поймать Росу, а тот, в свою очередь, позволяет забрать весь выигрыш, но впоследствии нарушает данное слово и забирает выигрыш Бена, угрожая пистолетом.

## Сборы
В прокате с 28 марта 2008 года. В первые выходные сборы составили 24 105 943 долларов (первое место). Наибольшее число показов в 2648 кинотеатрах единовременно. За время проката фильм собрал в мире 157 927 340 долларов (44-е место по итогам года), из которых 81 159 365 долларов в США (36-е место по итогам года) и 76 767 975 долларов в остальном мире. В странах СНГ показ фильма осуществлялся с 17 апреля по 6 августа 2008 года; сборы составили 4 746 496 долларов.

## Прототип Микки Роса
Эдвард Торп, американский профессор математики, менеджер хедж-фонда, игрок и теоретик блек-джек профессор MIT. Торп был пионером в современных приложениях теории вероятностей, в том числе использовании очень маленьких корреляций для уверенной финансовой выгоды. Основная его работа на эту тему - книга «Обыграй дилера» (англ. Beat the Dealer; 1962 год), в котором Торп математически доказал, что при игре в блек-джек можно получить преимущество путём подсчёта карт.

## Саундтрек
1. The Rolling Stones — «You Can’t Always Get What You Want» (Remixed by Soulwax) (6:07)
2. MGMT — «Time to Pretend» (Super Clean Version) (4:20)
3. LCD Soundsystem — «Big Ideas» (5:41)
4. D. Sardy featuring Liela Moss — «Giant» (3:42)
5. Amon Tobin — «Always» (3:38)
6. Peter Bjorn and John — «Young Folks» (4:37)
7. Junkie XL featuring Electrocute — «Mad Pursuit» (4:16)
8. Get Shakes — «Sister Self Doubt» (4:22)
9. The Aliens — «I Am The Unknown» (5:27)
10. Rihanna — «Shut Up And Drive» (3:34)
11. Knivez Out — «Alright» (3:31)
12. Domino — «Tropical Moonlight» (3:28)
13. Unkle — «Hold My Hand» (4:58)
14. Mark Ronson featuring Kasabian — «L.S.F. (Lost Souls Forever)» (3:32)
15. Broadcast — «Tender Buttons» (2:51)
16. Johann Sebastian Bach — concerto for two violins in d minor (3:28)

## Критика
Критики приняли фильм достаточно негативно, отмечая примитивность сюжета и шаблонную игру актёров. На агрегаторе рецензий Rotten Tomatoes рейтинг «свежести» составляет 36 %.